# 6 Canum Venaticorum
6 Canum Venaticorum, som är stjärnans Flamsteed-beteckning, är en ensam stjärna i den mellersta delen av stjärnbilden Jakthundarna. Den har en  skenbar magnitud på ca 5,01 och är svagt synlig för blotta ögat där ljusföroreningar ej förekommer. Baserat på parallaxmätning inom Hipparcosuppdraget på ca 8,7 mas, beräknas den befinna sig på ett avstånd på ca 246 ljusår (ca 75 parsek) från solen. Den rör sig närmare solen med en heliocentrisk radialhastighet på ca –4,2 km/s.

## Egenskaper
6 Canum Venaticorum är en gul till vit jättestjärna  av spektralklass G9 III, som har förbrukat förrådet av väte i dess kärna och expanderat. Den ingår i röda klumpen vilket betyder att den befinner sig på den horisontella jättegrenen och genererar energi genom termonukleär fusion av helium i kärnan. Den har en massa som är ca 2 solmassor, en radie som är ca 9 solradier  och utsänder ca 68 gånger mera energi än solen från dess fotosfär vid en effektiv temperatur på ca 4 900 K.
Data från Hipparcos-uppdraget visar att 6 Canum Venaticorum har en mikrovariabilitet med en amplitud på 0,0056 magnitud och en frekvens av 0,00636 per dygn, eller en cykel på 157 dygn.